# Santoyo
Santoyo es una localidad y municipio de la comarca de Tierra de Campos a su paso por la provincia de Palencia, en la comunidad autónoma de Castilla y León, España.

## Geografía
- Su término municipal incluye la pedanía de Santiago del Val
- Se encuentra situado a 35 kilómetros al norte de la capital provincial (Palencia) y pertenece al partido judicial de Astudillo.

## Historia
El territorio que hoy ocupa el actual pueblo de Santoyo y su término municipal estuvo poblado desde la antigüedad con diferentes emplazamientos. En el páramo de Sarnallano se encuentra un castro vacceo del cual han aparecido restos materiales.
Según el historiador Cuadrado en el lugar que hoy ocupa Santoyo estuvo un asentamiento romano conocido como Tela Augusta (la flecha o el dardo de Augusto). Es una teoría bastante plausible si tenemos en cuenta que al otro lado de los montes conocidos como Costacollaos se encuentra Astudillo, pueblo cuyo origen toponímico parece encontrarse en Estatilio Tauro, un general de Augusto. Ambos estuvieron presentes en Hispania durante las guerras cántabras. 
La villa romana de Las Quintanas es de época tardía, cubriendo con toda probabilidad los siglos IV al IV. En los años 90 se hicieron dos intervenciones arqueológicas que dieron como resultado la aparición de un horno, un hipocaustum, cerámica tanto de terra sigillata cómo de cerámica romana común. También apareció un pozo utilizado, al parecer tras un derrumbe, cómo escombrera.
Con la caída del Reino Visigodo el territorio fue abandonado y hubo que esperar a finales del siglo X para su repoblación fundándose el actual Santoyo. Sobre el nombre de este pueblo existen tres teorías:
1) procede de Sanctus Ioannes. El patrón de Santoyo y quien da nombre a la iglesia parroquial es san Juan Bautista.
2) " " de San Yago (o Santiago).
3) Según el historiador Faustino Narganes el nombre viene de san Audito, que luchó contra la herejía arriana.
Quien escribe esto opina que, al contrario de lo que se viene afirmando en la actualidad, es más probable la primera opción.
Fue fundado dominando aquella área Fernán de Armentales (nota, antes de esta edición venía que había sido fundado por este Fernan de Armentales, en realidad no tenemos constancia histórica de que fuera él quien lo fundó), en tiempos del conde Garci Fernández en septiembre de 988. Fue una villa amurallada (siglo XI), de la cual quedan en la actualidad muy pocos vestigios.

### SigloXIX
Así se describe a Santoyo en la página 855 del tomo VI del Diccionario geográfico-estadístico-histórico de España y sus posesiones de Ultramar, obra impulsada por Pascual Madoz a mediados del siglo XIX:

SANTOYO

Villa con ayuntamiento al cual está incorporado Santiago del Val, en la provincia y diócesis de Palencia (4 leguas), partido judicial de Astudillo (1/2), audiencia territorial y capitanía general de Valladolid (14).
Situada a 3/4 de hora del río Pisuerga y a igual distancia del Canal de Castilla en terreno llano; su clima es algo frío, bien ventilado y sano.
Consta de 160 casas; un hospital titulado de Todos los Santos; una escuela de primeras letras; un pósito para remedio de los labradores pobres; 2 mesones para arriería; una buena fuente dentro del pueblo; iglesia parroquial (San Juan Bautista) de segundo ascenso, servida por un cura y 4 beneficiados ad curam animarum, hoy vacantes 2; al O hay una ermita a corta distancia de la población titulada Nuestra Señora de Quintanilla; también hubo en lo antiguo un convento de monjas Claras, del cual se advierten todavía algunos vestigios, así como de la muralla que rodeaba a la villa.
El término confina por N con el de Boadilla del Camino; E Astudillo; S Santiago del Val, y O Piña de Campos.
El terreno, bastante llano, comprende 4.000 obradas de tierra, de las cuales se labran solo 2.000; lo restante está destinado para pastos y son yesares o calveros; cruza el término un arroyo denominado de La Torre, que naciendo en los páramos de Palacios del Alcor a 1/2 hora de distancia de dicho pueblo, se incorpora al Pisuerga en el término de Astudillo, después de haber recogido las aguas de varias fuentecillas.
Los caminos son locales y en mediano estado.
La correspondencia se recibe de la capital de provincia dos veces a la semana.
Producciones: trigo, cebada, centeno, vino y algunas legumbres y hortalizas; se cría ganado lanar y alguna caza menor.
Industria: la fabricación de yeso en la época que no les ocupan los trabajos agrícolas.
Comercio: la exportación del sobrante de sus cereales y la importación de algunos artículos de consumo diario.
Población: 138 vecinos, 718 almas.

Capital productivo: 999.660 reales. Imponible: 34.226.

## Geografía humana

### Demografía
Cuenta con una población de 192 habitantes (INE 2024).
| Gráfica de evolución demográfica de Santoyo entre 1842 y 2021 |
| |
| Población de derecho según los censos de población del INE Población de hecho según los censos de población del INEEntre el censo de 1857 y el anterior, crece el término del municipio porque incorpora a 345118 (Santiago del Val) |

## Patrimonio

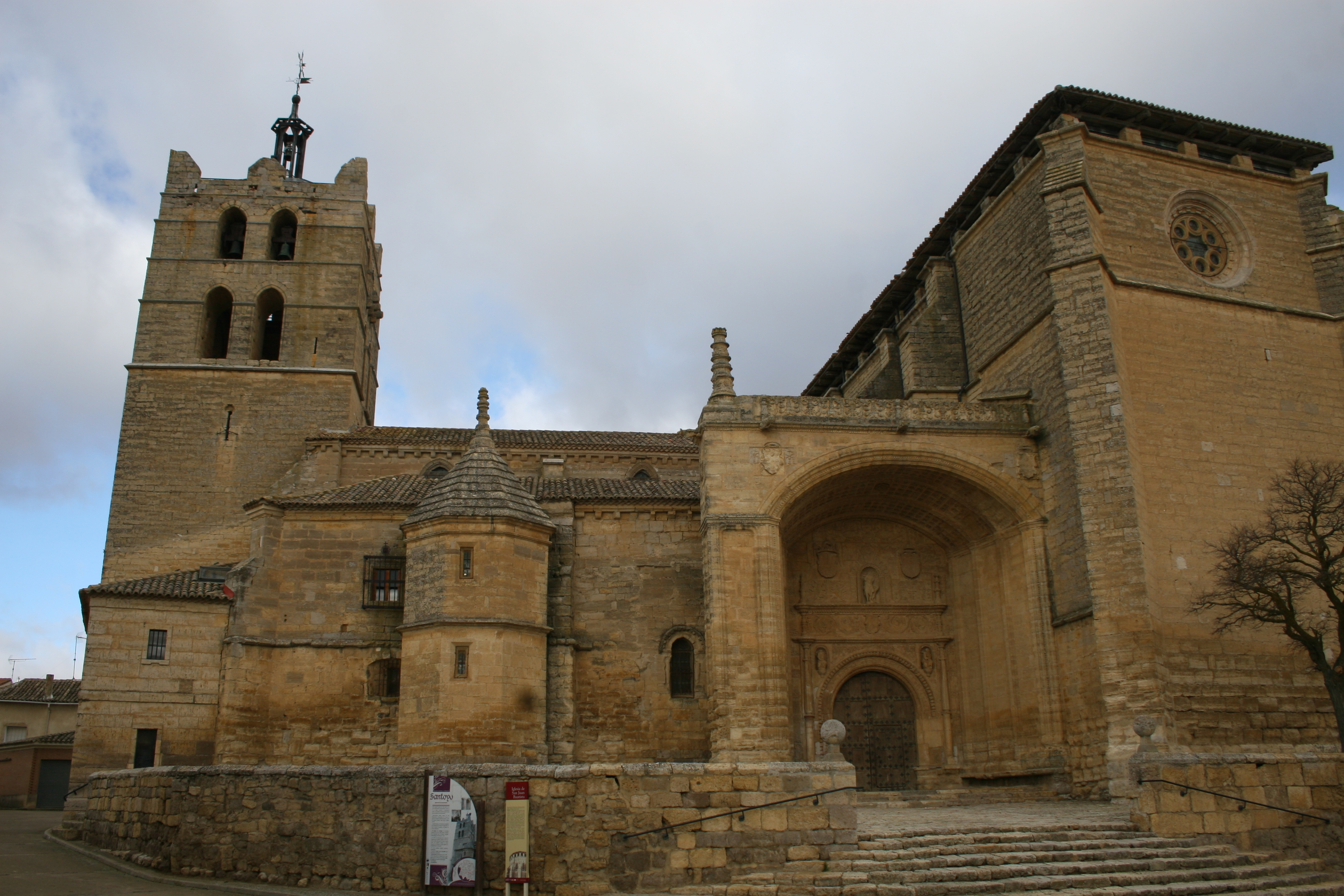
Iglesia de San Juan Bautista

- Iglesia parroquial de San Juan Bautista: Posee un crucero gótico, con torre románica y algunos ventanales del mismo estilo. Su majestuoso retablo es renacentista. El pórtico de entrada a la iglesia es plateresco y está muy deteriorado por la calidad de la piedra; en él campean los escudos de su mecenas el Patriarca de las Indias D. Antonio de Rojas Manrique, gran restaurador del convento franciscano de Villasilos. El púlpito, en madera de nogal, plateresco, es obra anónima del XV. El coro de la iglesia tiene tres piezas importantes: el órgano, barroco, actualmente restaurado con el que se ofrecen frecuentes conciertos. La sillería en nogal, renacentista, con apostolado en los respaldos de las sillas. En medio del coro el facistol. La iglesia está declarada BIC.
- Ermita de Nuestra Señora de Quintanilla.
- Villa romana de Las Quintanas.
- Rollo de justicia: Existió, en el exterior de las murallas, un rollo de justicia ya desaparecido. El mal llamado rollo de justicia de Santoyo está en la plaza de Fray Pedro de Santoyo. Es en realidad una superposición de piedras de las que alguna pudo pertenecer al primitivo rollo; otras no. La pieza superior procede de las ruinas del antiguo convento de Villasilos. El monumento se compuso en 1977 con motivo de la celebración del sexto centenario del nacimiento de Fray Pedro de Santoyo, reformador franciscano y fundador del convento de Villasilos.[4] Está declarado BIC.

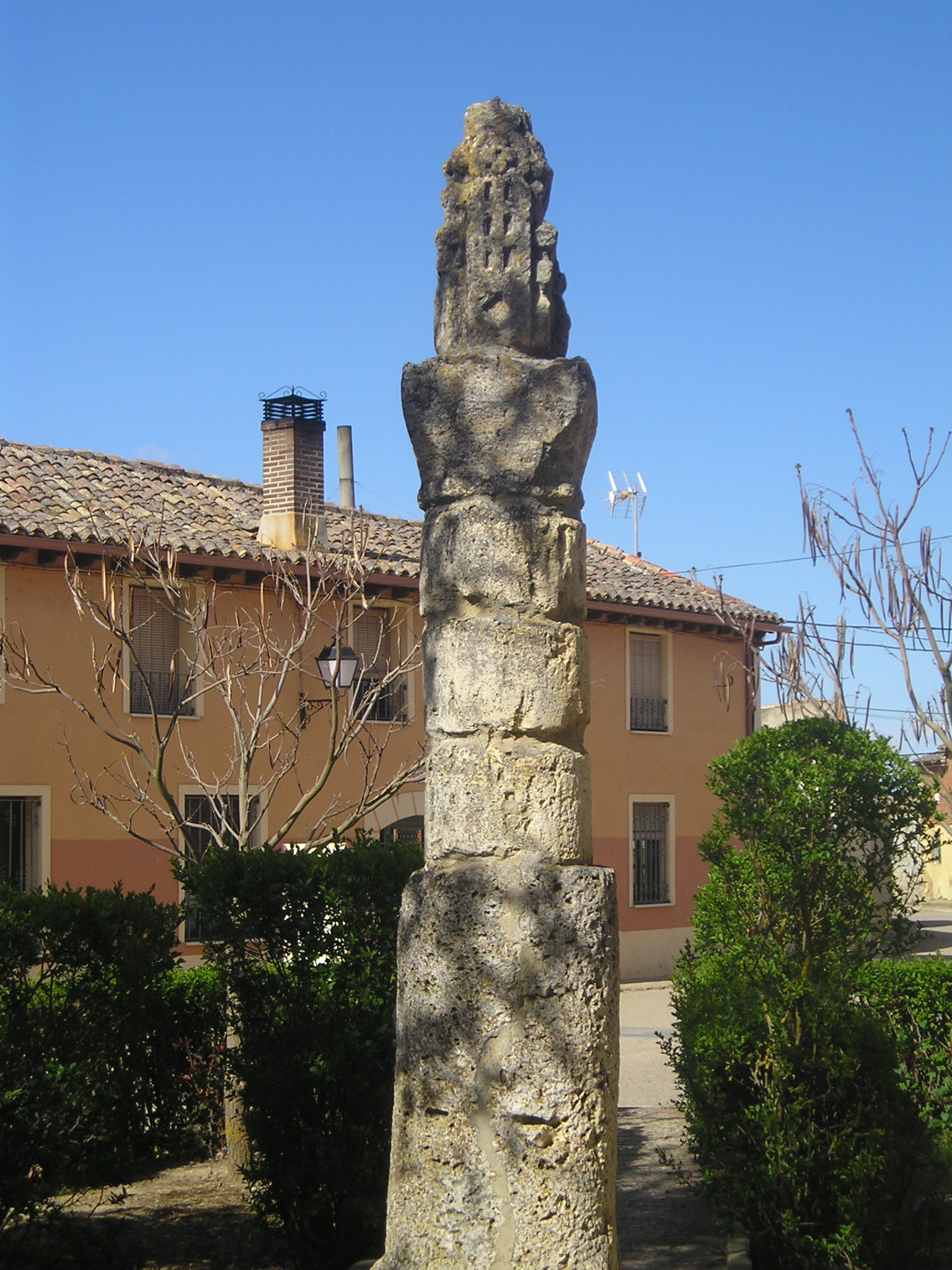
Rollo de Justicia de la localidad, con una culminación en forma de castillo, que recuerda a la Corona

Centro Temático del PalomarEspacio dedicado a la cría de palomas y a la arquitectura popular de los palomares en Tierra de Campos.

## Vecinos ilustres
- Sebastián Cordero de Nevares (1528 - aprox.1580), secretario real de Felipe II, señor de las villas de Carabaña, Orusco y Valdilecha.[6]

- Isaac María Toribios Ramos (Santoyo, 11 de abril de 1897 - Monasterio de Santo Domingo de Silos, 6 de noviembre de 1961[7]), que fue abad del Monasterio de Santo Domingo de Silos (Burgos) entre 1944 y 1961. En 1958 fue nombrado caballero gran cruz de la Orden de Isabel la Católica. Su obra literaria se halla casi toda repartida a través de numerosos artículos publicados sobre todo en la revista Liturgia, de la orden Benedictina, editada en Santo Domingo de Silos.